# Schweizer X-26
Die Schweizer X-26 Frigate ist ein Segelflugzeug und das am längsten andauernde X-Programm der USA.
Die X-26A wurde von der US Navy benutzt, um Testpiloten in der Handhabung der Gier-Roll-Kopplung zu trainieren. Da Strahlflugzeuge in diesem Zustand sehr gefährlich sind, wurde die X-26 auf Basis der Schweizer SGS2-32 entwickelt. Segelflugzeuge reagieren deutlich langsamer und sind leichter zu kontrollieren, was die X-26 zu einem wesentlich sichereren Ausbildungsflugzeug macht. Ursprünglich wurden vier Flugzeuge dieses Typs bestellt. Von diesen stürzten drei ab, die alle durch neue Flugzeuge ersetzt wurden.
Die X-26B waren umgerüstete X-26A, die mit einem Continental-O-200A-Motor und einem Propeller ausgestattet wurden. Diese Flugzeuge wurden dazu genutzt, verdeckte Aufklärungstechniken für Flugzeuge im Vietnamkrieg zu erproben. Zwei der X-26A wurden umgerüstet und erfolgreich im Vietnamkrieg eingesetzt. Die Forschung in diesem Bereich wurde mit Lockheeds YO-3A-Quiet-Star-Programm fortgeführt, nachdem die X-26B wieder in ihren Ursprungszustand gebracht wurden.
Die US Navy nutzt die X-26A noch immer während der Ausbildung von Testpiloten in der United States Naval Test Pilot School.

## Allgemeine Daten
| Kenngröße             | Daten                  |
| --------------------- | ---------------------- |
| Besatzung             | 2                      |
| Länge                 | 7,92 m                 |
| Spannweite            | 17,37 m                |
| Höhe                  | 2,74 m                 |
| Flügelfläche          | 16,7 m²                |
| Flügelstreckung       | 18                     |
| Geringstes Sinken     | 0,6 m/s                |
| Nutzlast              | 261 kg                 |
| Leermasse             | 389 kg                 |
| Höchstgeschwindigkeit | 254 km/h               |
| Triebwerke            | ein Continental O-200A |